# Dipartimento delle finanze
Il Dipartimento delle finanze (in sigla DF) è un dipartimento del Ministero dell'economia e delle finanze, nato con la riorganizzazione del Ministero dell'economia nel 2008 (governo Prodi II), soppiantando il precedente  Dipartimento delle politiche fiscali (DPF). Ricopre la maggior parte delle funzioni che furono, sino al 2001, del Ministero delle finanze.
Dal 2022 il Direttore Generale delle Finanze è Giovanni Spalletta, che aveva guidato dal 2018 la Direzione legislazione tributaria e federalismo fiscale.

## Funzioni
Il  Dipartimento delle politiche fiscali, all'interno del Ministero dell'economia e delle finanze (MEF), nasce nel 2001 con funzioni di governo del sistema fiscale e delle quattro agenzie per svolgere attività operative di gestione dei tributi e di relazioni con i contribuenti: funzioni che, dopo la riforma del 1999 e la nascita delle agenzie stesse, erano proprie del Ministero delle finanze.
Con la nuova organizzazione del Ministero attuata con il regolamento DPR 30 gennaio 2008 n. 43, è stata assunta la denominazione di "Dipartimento delle finanze" ed è stata rafforzata la sua funzione di regia complessiva del sistema fiscale, di progettazione del suo sviluppo, di strategia di politica fiscale, di indirizzo e controllo delle agenzie, delle società ed enti economici che compongono l'amministrazione finanziaria.
Con l'art. 4 del decreto ministeriale 1º luglio 2009 è stata organizzata la struttura degli uffici e delle direzioni in cui s'articola il DF. 
Il Dipartimento, in particolare:
- cura la produzione delle norme, emana direttive interpretative della legislazione tributaria e coordina l'attività delle agenzie, che assicurano l'applicazione del sistema tributario nei confronti dei contribuenti. Monitora l'andamento delle entrate fiscali e analizza i dati statistici per la definizione e valutazione delle politiche tributarie. Verifica che siano rispettate le esigenze di semplificazione degli adempimenti fiscali e dei relativi modelli di dichiarazione
- garantisce, sulla base degli indirizzi del ministro, l'unità di indirizzo dell'amministrazione finanziaria attraverso la programmazione degli obiettivi delle agenzie, il coordinamento generale del sistema e la verifica dei risultati. Cura la predisposizione delle convenzioni annuali
- assicura la partecipazione dell'Italia allo sviluppo dei processi di integrazione europea e di cooperazione internazionale in campo tributario e fiscale
- gestisce i rapporti con il sistema delle autonomie regionali e locali per lo sviluppo del federalismo fiscale e di ogni forma di decentramento dell'imposizione e del prelievo tributario
- promuove la conoscenza del sistema fiscale e delle norme tributarie, realizzando attività di comunicazione e anche coordinando l'attività di informazione e assistenza ai contribuenti svolta dalle agenzie
- coordina il sistema informativo della fiscalità per favorire anche lo sviluppo e l'innovazione delle tecnologie d'informazione e comunicazione. Definisce criteri e regole per l'utilizzazione dei dati raccolti ed elaborati dal sistema informativo della fiscalità
- monitora la giurisprudenza in materia tributaria e fiscale evidenziando i casi in cui non vi sia un univoco orientamento giurisprudenziale. Provvede alla gestione e al funzionamento dei servizi relativi alla Giustizia tributaria.

## Le agenzie fiscali
La riforma dell'Amministrazione finanziaria, così come disciplinata dal D.Lgs. n. 300/99, ha affidato a quattro agenzie fiscali la gestione operativa dei tributi e i relativi rapporti con i contribuenti. Il Dipartimento delle finanze coordina e vigila sulle attività delle agenzie. 
- L'Agenzia del demanio ha il compito di amministrare i beni immobiliari dello Stato razionalizzandone e valorizzandone l'uso, anche attraverso la loro gestione economica.
- L'Agenzia delle dogane e dei monopoli è preposta alle operazioni di importazione ed esportazione di merci nei confronti dei Paesi esterni all'Unione Europea, catalogando le merci stesse per ricondurle alla relativa voce della Tariffa Doganale.
- L'Agenzia delle entrate svolge le funzioni relative alla gestione, all'accertamento e alla riscossione dei tributi.
- L'Agenzia del territorio assicura una corretta ed efficace gestione dell'anagrafe dei beni immobiliari attraverso l'offerta di servizi relativi al catasto, alla pubblicità immobiliare ed alla cartografia.

Le agenzie fiscali sono strutture dotate di autonomia regolamentare, amministrativa, patrimoniale, organizzativa, contabile e finanziaria.

## Direttori Generali delle Finanze
- Giorgio Tino - 2001-2002
- Andrea Manzitti - 2002-2005
- Paolo Ciocca - 2005-2007
- Fabrizio Carotti - 2007-2008
- Fabrizia Lapecorella - 2008-2022
- Giovanni Spalletta - dal 2022